# 공용어 목록
공용어(公用語)는 그 나라에서 법적인 지위를 가지는 언어를 말한다. 공용어가 없는 나라도 있으며, 지방 정부가 따로 공용어를 지정하는 경우도 있다.
ㄱ ㄴ ㄷ ㄹ ㅁ ㅂ ㅅ ㅇ ㅈ ㅊ ㅋ ㅌ ㅍ ㅎ

## ㄱ
갈리시아어
- 스페인 갈리시아

과라니어
- 파라과이(공용어)
- 아르헨티나
- 볼리비아

그리스어
- 그리스(공용어)
- 키프로스(공용어)
- 알바니아
- 불가리아
- 북마케도니아
- 우크라이나
- 러시아

## ㄴ
나우루어
- 나우루

네덜란드어
- 네덜란드
- 수리남
- 벨기에

네팔어
- 네팔(공용어)
- 부탄
- 인도[1]

노르웨이어
- 노르웨이(공용어)

## ㄷ
디베히어
- 몰디브

다리어
- 아프가니스탄

덴마크어
- 덴마크
- 독일

독일어
- 독일(공용어)
- 오스트리아(공용어)
- 스위스(공용어)
- 리히텐슈타인(공용어)
- 벨기에(공용어)
- 나미비아
- 폴란드
- 체코
- 슬로바키아
- 헝가리
- 루마니아
- 슬로베니아
- 러시아
- 케냐
- 우크라이나
- 스웨덴
- 노르웨이
- 프랑스
- 덴마크
- 몰도바

## ㄹ
라트비아어
- 라트비아(공용어)
- 리투아니아
- 에스토니아
- 러시아

라틴어
- 바티칸 시국(공용어)
- 이탈리아
- [2]

러시아어
- 러시아(공용어)
- 카자흐스탄(공용어)
- 벨라루스(공용어)
- 키르기스스탄(공용어)
- 몰도바
- 에스토니아
- 라트비아
- 리투아니아
- 조지아
- 아르메니아
- 아제르바이잔
- 투르크메니스탄
- 우즈베키스탄
- 타지키스탄
- 몽골
- 조선민주주의인민공화국
- 독일
- 미국
- 캐나다
- 아르헨티나
- 루마니아
- 불가리아
- 아프가니스탄
- 중화인민공화국
- 알제리
- 소말리아
- 이집트
- 인도

로만슈어
- 스위스

루마니아어
- 루마니아(공용어)
- 몰도바(공용어)
- 러시아
- 우크라이나
- 영국
- 프랑스
- 오스트리아
- 불가리아
- 크로아티아
- 세르비아
- 몬테네그로
- 슬로베니아
- 카자흐스탄

룩셈부르크어
- 룩셈부르크

리투아니아어
- 리투아니아(공용어)
- 라트비아
- 에스토니아
- 러시아
- 폴란드

링갈라어를 쓰는 나라:
- 콩고 공화국

## ㅁ
마오리어
- 뉴질랜드

마셜어
- 마셜 제도

마케도니아어
- 북마케도니아

말레이어
- 말레이시아
- 싱가포르
- 브루나이
- 인도네시아(사실상)

마다가스카르어
- 마다가스카르

몰타어
- 몰타

몽골어
- 몽골(공용어)
- 중화인민공화국
- 러시아

몰도바어
- 몰도바(공용어)
- 우크라이나
- 러시아

모나코어
- 모나코

몬테네그로어
- 몬테네그로(공용어)
- 세르비아

## ㅂ
바스크어
- 스페인
- 프랑스

밤바라어
- 말리

불가리아어
- 불가리아(공용어)
- 몰도바
- 우크라이나
- 러시아
- 북마케도니아

보스니아어
- 보스니아 헤르체고비나(공용어)
- 세르비아
- 몬테네그로
- 크로아티아
- 슬로베니아
- 북마케도니아
- 러시아
- 우크라이나
- 알바니아

베트남어
- 베트남(공용어)

베르베르어
- 알제리

벵골어
- 방글라데시(공용어)
- 인도

벨라루스어
- 벨라루스(공용어)
- 러시아
- 우크라이나
- 폴란드
- 카자흐스탄

비슬라마어
- 바누아투

## ㅅ
사모아어
- 사모아

세르비아어
- 세르비아(공용어)
- 몬테네그로(공용어)
- 보스니아 헤르체고비나(공용어)
- 러시아
- 불가리아
- 알바니아
- 크로아티아
- 슬로베니아
- 오스트리아
- 그리스

소토어
- 레소토

스웨덴어
- 스웨덴(공용어)
- 핀란드(공용어)

소말리어
- 소말리아
- 소말릴란드
- 지부티
- 에티오피아(일부 지역)

쇼나어
- 짐바브웨

스와티어
- 에스와티니

스페인어를 쓰는 나라:
- 스페인(공용어)
- 푸에르토리코(미국의 고도 자치령)
- 멕시코
- 쿠바
- 과테말라
- 온두라스
- 엘살바도르
- 니카라과
- 코스타리카
- 파나마
- 콜롬비아
- 베네수엘라
- 에콰도르
- 페루
- 볼리비아
- 칠레
- 파라과이
- 우루과이
- 아르헨티나
- 적도 기니
- 도미니카 공화국
- 아이티
- 안도라
- 벨리즈

슬로바키아어
- 슬로바키아

슬로베니아어
- 슬로베니아(공용어)
- 크로아티아
- 오스트리아
- 러시아

스와힐리어
- 케냐(공용어)
- 탄자니아(공용어)
- 부룬디(공용어)
- 르완다(공용어)
- 우간다
- 잠비아
- 모잠비크
- 수단
- 남수단

## ㅇ
아르메니아어
- 아르메니아(공용어)
- 러시아
- 조지아
- 우크라이나
- 루마니아
- 튀르키예
- 이란
- 아제르바이잔

아이슬란드어
- 아이슬란드

아이마라어
- 볼리비아

아이티어
- 아이티

아일랜드어
- 아일랜드

아제르바이잔어
- 아제르바이잔

아프리칸스어
- 나미비아
- 남아프리카 공화국

알바니아어
- 알바니아(공용어)
- 북마케도니아(공용어)
- 세르비아
- 몬테네그로
- 우크라이나
- 러시아
- 코소보

우르두어
- 파키스탄(공용어)

우즈베크어
- 우즈베키스탄(공용어)
- 몽골
- 러시아

암하라어
- 에티오피아

아랍어
- 모로코(공용어)
- 알제리(공용어)
- 튀니지(공용어)
- 리비아(공용어)
- 이집트(공용어)
- 수단(공용어)
- 서사하라(비독립국)(공용어)
- 모리타니(공용어)
- 에리트레아(공용어)
- 지부티(공용어)
- 말리(공용어)
- 차드(공용어)
- 시리아(공용어)
- 레바논(공용어)
- 이스라엘(공용어)
- 요르단(공용어)
- 팔레스타인(공용어)
- 사우디아라비아(공용어)
- 쿠웨이트(공용어)
- 카타르(공용어)
- 바레인(공용어)
- 아랍에미리트(공용어)
- 오만(공용어)
- 예멘(공용어)
- 이라크(공용어)
- 코모로(공용어)
- 니제르
- 러시아
- 우즈베키스탄
- 튀르키예
- 이란
- 아프가니스탄
- 파키스탄
- 인도
- 말레이시아
- 싱가포르
- 인도네시아
- 독일
- 네덜란드
- 벨기에
- 프랑스
- 영국
- 미국
- 캐나다
- 브라질
- 아르헨티나
- 오스트레일리아

에스토니아어
- 에스토니아(공용어)
- 핀란드

영어
- 미국(사실상)
- 영국
- 오스트레일리아
- 뉴질랜드
- 캐나다
- 남아프리카 공화국
- 아일랜드
- 필리핀
- 인도
- 세인트키츠 네비스(공용어)
- 앤티가 바부다(공용어)
- 그레나다(공용어)
- 도미니카 연방(공용어)
- 바베이도스(공용어)
- 바하마(공용어)
- 세인트루시아(공용어)
- 세인트빈센트 그레나딘(공용어)
- 자메이카(공용어)
- 트리니다드 토바고(공용어)
- 솔로몬 제도(공용어)
- 마셜 제도(공용어)
- 미크로네시아 연방(공용어)
- 바누아투(명목상 공용어)
- 사모아(명목상 공용어)
- 나우루(명목상 공용어)
- 키리바시(명목상 공용어)
- 통가(명목상 공용어)
- 투발루(명목상 공용어)
- 파푸아뉴기니
- 팔라우(공용어)
- 피지(공용어)
- 키프로스[3]
- 탄자니아(공용어)
- 케냐(공용어)
- 감비아(공용어)
- 파키스탄[4]
- 우간다(공용어)
- 홍콩
- 몰타(공용어)
- 수단
- 남수단
- 영연방의 거의 모든 국가에서 사용

우크라이나어
- 우크라이나(공용어)
- 몰도바
- 러시아
- 벨라루스
- 에스토니아
- 라트비아
- 리투아니아
- 카자흐스탄
- 키르기스스탄
- 슬로바키아
- 루마니아
- 프랑스
- 미국
- 캐나다
- 파라과이
- 우루과이
- 아르헨티나

이탈리아어
- 이탈리아(공용어)
- 산마리노(공용어)
- 바티칸 시국(공용어)
- 스위스(공용어)

일본어
- 일본(공용어)
- 팔라우

인도네시아어
- 인도네시아(공용어)

## ㅈ
조지아어
- 조지아(공용어)
- 러시아
- 아르메니아
- 튀르키예

종카어
- 부탄(공용어)

줄루어
- 남아프리카 공화국

중국어
- 중화인민공화국(공용어)
- 싱가포르(공용어)
- 홍콩(공용어)
- 마카오(공용어)
- 중화민국
- 말레이시아

## ㅊ
체코어
- 체코

치체와어
- 말라위

## ㅋ
카탈루냐어
- 스페인
- 안도라

카자흐어
- 카자흐스탄(공용어)
- 러시아

케추아어
- 볼리비아

코모로어
- 코모로

크로아티아어
- 크로아티아
- 보스니아 헤르체고비나

크메르어
- 캄보디아

키냐르완다어
- 르완다

키룬디어
- 부룬디

키르기스어
- 키르기스스탄

키리바시어
- 키리바시

## ㅌ
타갈로그어
- 필리핀

타밀어
- 싱가포르
- 스리랑카

타지크어
- 타지키스탄

태국어
- 태국(공용어)

튀르키예어
- 튀르키예(공용어)
- 키프로스

테툼어
- 동티모르

통가어
- 통가

투르크멘어
- 투르크메니스탄

투발루어
- 투발루

티그리냐어
- 에리트레아

## ㅍ
파슈토어
- 아프가니스탄

팔라우어
- 팔라우

페르시아어
- 이란

포르투갈어
- 포르투갈
- 브라질
- 상투메 프린시페
- 모잠비크
- 앙골라
- 적도 기니
- 카보베르데
- 기니비사우
- 동티모르
- 중화인민공화국 ( 마카오)

폴란드어
- 폴란드

프랑스어
- 프랑스
- 벨기에
- 룩셈부르크
- 스위스
- 모나코
- 캐나다
- 아이티
- 알제리
- 말리
- 세네갈
- 니제르
- 차드
- 카메룬
- 기니
- 코트디부아르
- 부르키나파소
- 토고
- 베냉
- 모로코
- 가봉
- 콩고 공화국
- 콩고 민주 공화국
- 르완다
- 부룬디
- 세이셸
- 마다가스카르
- 모리셔스
- 지부티
- 코모로
- 적도 기니

핀란드어
- 핀란드(공용어)

## ㅎ
한국어
- 대한민국(공용어)
- 조선민주주의인민공화국(공용어)
- 중화인민공화국[5]

헝가리어
- 헝가리

히브리어
- 이스라엘(공용어)

힌디어
- 인도(공용어)

## 같이 보기
- ISO 언어부호표
- 세계의 나라